# Підрядник (фільм)
«Підрядник» (англ. The Contractor) — американський бойовик режисера Таріка Салеха, в якому знялися Кріс Пайн, Бен Фостер та Ґілліан Джейкобс.
Прем'єра в США відбулась 1 квітня 2022 року, а в Україні 19 травня 2022 року. 

## У ролях
| Актор               | Роль           |
| ------------------- | -------------- |
| Кріс Пайн           | Джеймс Харпер  |
| Бен Фостер          | Майк Гокінс    |
| Ґілліан Джейкобс    | Бріанна Харпер |
| Едді Марсан         | Вергілій       |
| Хорхе Даніель Пардо | Ерік           |
| Кіфер Сазерленд     | Расті          |
| Ніна Госс           | Катя           |
| Флоріан Мунтяну     | Кауфман        |
| Фарес Фарес         | Салім          |
| Аміра Касар         | Сільві         |

## Виробництво
Початок роботи над фільмом був оголошений у травні 2019 року, тоді стало відомо, що Кріс Пайн зіграє головну роль.
У жовтні до акторського складу приєдналися Бен Фостер та Ґілліан Джейкобс. Зйомки розпочалися в жовтні 2019 року в США. Фільм продюсують Базил Іваник та Еріка Лі з Thunder Road Films. Серед виконавчих продюсерів — Ден Фрідкін, Міка Грін і Ден Стейнман, а також Пайн, Джонатан Фурман, Том Лассаллі та Джош Братман. У листопаді 2019 року розпочалися зйомки у Румунії. У грудні 2019 року до фільму приєдналися Едді Марсан, Ніна Госс, Аміра Касар, Фарес Фарес та Дж. Д. Пардо. Зйомки завершилися у кінці 2019 року.

## Випуск
У лютому 2021 року компанія STX Entertainment отримала права на розповсюдження фільму. Спочатку фільм був запланований на 10 грудня 2021 року, але реліз був відкладений на 18 березня 2022 року.

## Касові збори
У Сполучених Штатах і Канаді "Підрядник" вийшов одночасно з "Морбіусом" і, за прогнозами, зібрав менше 1 мільйона доларів у 489 кінотеатрах у перший вікенд. 560 678 доларів за перші три дні прокату, посівши дванадцяте місце. 140 193 долари він додав у другий вікенд.